# 红园街道
红园街道，是中华人民共和国甘肃省临夏回族自治州临夏市下辖的一个乡镇级行政单位。

## 行政区划
红园街道下辖以下地区：
大西关社区、河湾社区、红园社区、西门社区和环城北路社区。